# Lindmania minor
Lindmania minor är en gräsväxtart som beskrevs av Lyman Bradford Smith. Lindmania minor ingår i släktet Lindmania och familjen Bromeliaceae. Inga underarter finns listade i Catalogue of Life.